# Harpendyreus reginaldi
Harpendyreus reginaldi är en fjärilsart som beskrevs av Francis Arthur Heron 1909. Harpendyreus reginaldi ingår i släktet Harpendyreus och familjen juvelvingar. Inga underarter finns listade i Catalogue of Life.